# 学校法人大阪産業大学
学校法人大阪産業大学（がっこうほうじんおおさかさんぎょうだいがく）は、大阪府大東市にある学校法人。大阪産業大学の運営法人。

## 概要
源流の大阪鉄道学校以来、資格や実学を重視した教育を特徴としている。高校に設置されていた工業系学科は1998年（平成10年）に募集停止した。

## 沿革

### 年表
- 1928年（昭和3年） - 11月1日、「大阪鉄道学校」創立。大阪市北区兎我野町で授業を開始[1]
- 1949年 - 太平洋戦争後の学制改革に伴い、新制の高等学校「大阪鉄道高等学校」設置
- 1950年 - 「大阪交通短期大学」を設立
- 1965年 - 1月25日、「大阪交通大学」を設立。10月、「大阪産業大学」と改称
- 1973年 - 「大阪産業大学附属歯科衛生士学院専門学校」設置
- 1975年 - 4月、大阪鉄道高等学校を「大阪産業大学高等学校」に改称。運営法人名も学校法人大阪交通学園から「学校法人大阪産業大学」へ改称
- 1983年 - 大阪府から高校生受け入れ要請に伴い、大阪産業大学高等学校の臨時分校（大東校舎）を設置[2]
- 1988年 - 大阪産業大学高等学校大東校舎が大阪桐蔭高等学校として分離独立
- 1996年（平成8年） - 4月、大阪産業大学高等学校を「大阪産業大学附属高等学校」に改称
- 2007年 - 中華人民共和国政府と合意書を交わし大阪産業大学孔子学院を設置
- 2009年 - 大阪産業大学附属歯科衛生士学院専門学校を、学校法人平成医療学園へ経営移管

## 歴代理事長
- 初代 - 瀬島源三郎（1944年-1971年、日本大学高等師範部卒業）
- 第2代 - 大谷貴義（1971年-1972年）
- 第3代 - 長藤友三郎（1972年-1978年）
- 第4代 - 西島伊武（1978年-1987年）
- 第5代 - 大西利治（1987年-1993年）
- 第6代 - 古谷七五三次（1993年-2009年）
- 第7代 - 土橋芳邦（2009年-2014年、クボタ相談役、元代表取締役社長・会長）
- 第8代 - 土肥孝治（2014年-2017年、元検事総長）
- 第9代 - 吉岡征四郎（2017年-2020年、大阪ガス元副社長）
- 第10代 - 北前雅人（2020年、大阪ガス元副社長）

## 運営学校

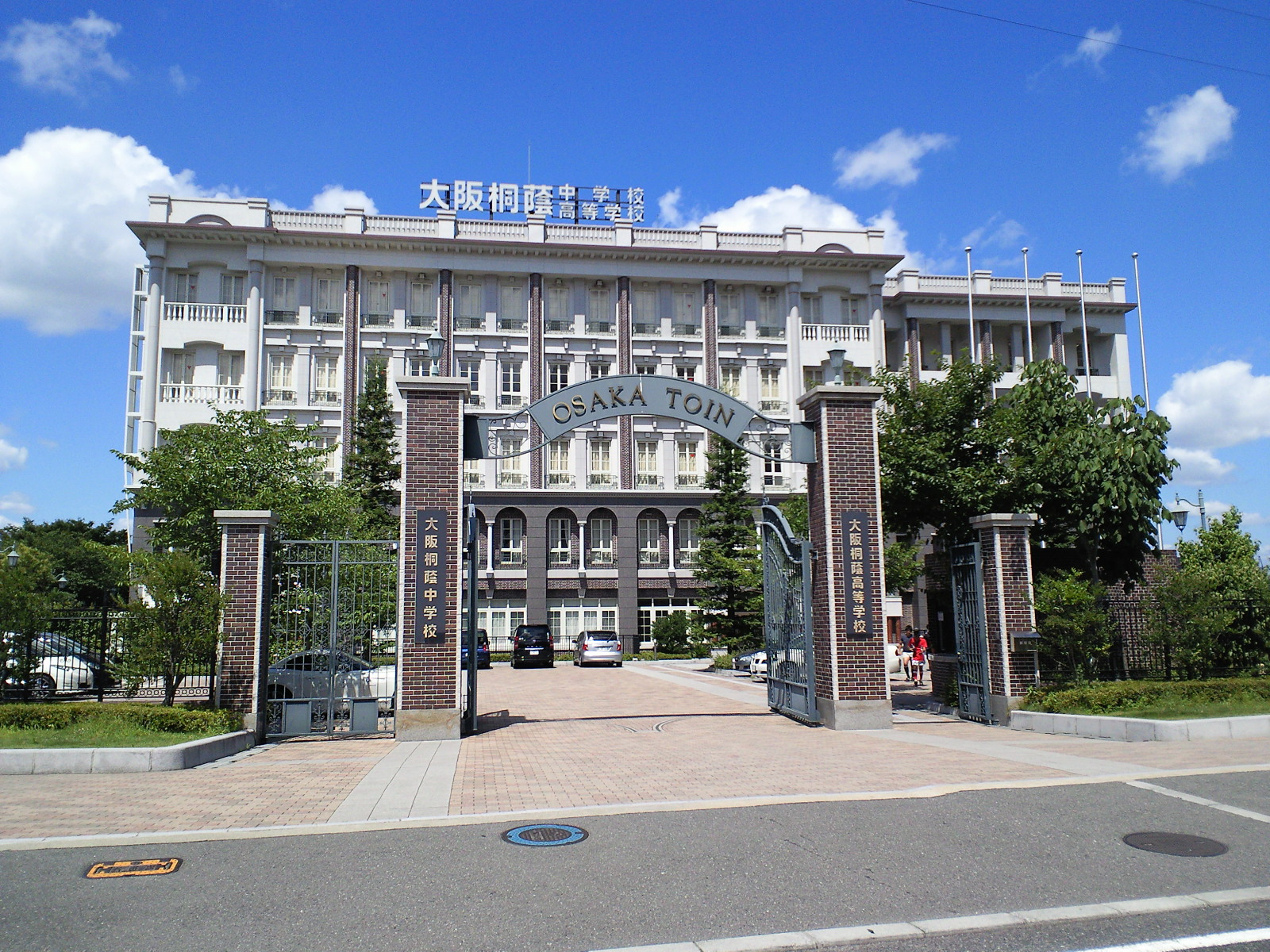
大阪桐蔭中・高校本館校舎

運営校
- 大阪産業大学 - 大阪産業大学孔子学院
- 大阪産業大学附属高等学校
- 大阪桐蔭中学校・高等学校

廃止校
- 大阪産業大学短期大学部
- 大阪産業大学附属歯科衛生士学院専門学校
- 大阪産業大学附属中学校